# Рольф, Джеймс
Джеймс Дункан Рольф (род. 10 июля 1980, Филадельфия, Пенсильвания) — американский кинорежиссёр, актёр и ютубер. Наиболее известен созданием и участием в своём шоу на YouTube — The Angry Video Game Nerd, совместного производства Cinemassacre Productions, GameTrailers и ScrewAttack. Среди других его проектов — обзоры настольных игр «Board James», классических фильмов ужасов и еженедельные видеоролики по понедельникам.
Рольф начал снимать ещё в детстве, в конце 1980-х, и за свою карьеру создал более 270 видеороликов, включая короткометражки и полнометражные фильмы. Его деятельность в интернете началась с работы над The Angry Nintendo Nerd в 2004 году. Два года спустя Рольф привлёк всеобщее внимание: его видеоролики стали вирусными после того, как его друг и соавтор Майк Матей убедил Джеймса публиковать ролики в интернете. Ближе к концу 2006 года сменил название шоу на The Angry Video Game Nerd. Между тем, Джеймс снимал и прочие видео, большинство из которых были опубликованы на веб-сайте Cinemassacre.

## Биография

### Ранние годы
Рольф родился в Нью-Джерси 10 июля 1980 года. Примерно в 1985 году родители Джеймса подарили ему на рождество диктофон. Спустя время он обзавёлся фотоаппаратом и стал фотографировать. На создание приключенческих историй его вдохновили «Легенда о Зельде» и «Черепашки-ниндзя». Рольф также иллюстрировал комиксы. Сюжеты многих комиксов были вдохновлены видеоиграми.

### Карьера
Рольф начал снимать короткометражки в 1989 году и продолжил это хобби до начала 1990-х. Он использовал Mario Paint в своих ранних фильмах. В конце концов, Джеймс пошёл на курсы рисованной анимации в университет. В его ранних фильмах не было сценариев и репетиций. Однако, как только он начал писать сценарии, его друзья потеряли интерес, из-за чего многие фильмы Джеймса остались незавершёнными. Затем он попробовал снимать при помощи фигурок и кукол, вдохновившись сюжетом фильма «Гигант» (1994).
Рольф учился в Университете искусств и имеет степень бакалавра изящных искусств .
С раннего подросткового возраста Рольф руководил ежегодным хеллоуинским аттракционом «дом с привидениями», который был устроен в гараже его родителей (этот же гараж позже использовался при строительстве кладбища для его комедийного фильма ужасов «The Deader, the Better», в пилотном выпуске «Джерси Одиссеи: Легенда о Голубой дыре» прочих фильмах).

## Личная жизнь
Джеймс учился в Университете искусств в Филадельфии с 1999 по 2004 год. После окончания учёбы он продолжал жить в Филадельфии. В 2014 году ненадолго переехал в Лос-Анджелес на время съёмок Angry Video Game Nerd: The Movie, а по завершении фильма вернулся обратно в Филадельфию.
В 2004 году Рольф попал в автокатастрофу: грузовой прицеп отцепился от встречного грузовика, вылетел на другую часть шоссе и врезался в автомобиль Джеймса. Рольф не получил никаких физических травм. Пострадал только его автомобиль, купленный всего за 9 дней до происшествия.
В июле 2004 Джеймс начал встречаться с Эйприл Чмура; она работала над первыми эпизодами Angry Video Game Nerd. В 2007 году они поженились.
В ноябре 2012 года, во время премьеры трейлера Angry Video Game Nerd: The Movie, Рольф объявил, что они ждут своего первого ребёнка. В апреле 2013 года Эйприл родила девочку. Рольф не раскрыл подробностей о своей дочери, ограничившись лишь несколькими фотографиями.
В ноябре 2013 года Эйприл опубликовала на сайте «Cinemassacre» сообщение о том, что их дочь постоянно обращается за медицинской помощью из-за невыясненных осложнений.
13 апреля 2016 года Джеймс рассказал о том, что произошло: во время родов у его дочери был повреждён нерв на одной руке, и ей потребовалось много месяцев физиотерапии для восстановления. Также Джеймс объявил об аукционе различных памятных вещей Cinemassacre в пользу детских больниц Shriners
19 апреля 2017 года Рольф объявил в своём Twitter-аккаунте, что они с женой Эйприл снова ждут ребёнка. Вторая дочка родилась 1 сентября 2017 года.
В 2020 году умерла кошка черного окраса, которую в 2007 Джеймс вместе с женой подобрали, они прозвали её Бу. Она появлялась в выпусках про аксессуары Nintendo, Atari Jaguar и других. Через некоторое время ей диагностировали рак, из-за которого она и погибла прожив 13 лет.